# Serpukhov
Serpukhov (russisk: Серпухов, tr. Serpukhov) er en by i Moskva oblast i Rusland. Serpukhov ligger ved floden Oka, omkring 90 km syd for Moskva. Serpukhov er Prem krajs næststørste by med 133.756(2024) indbyggere.
Byen har givet navn til den geologiske periode Serpukhovium i Kultiden.

## Historie
Byen, der har eksisteret siden 1300-tallet, blev omdannet til en fæstning i 1500-tallet for at beskytte Moskva mod syd. Allerede under Det store møde ved Ugra-floden, var byen støttepunkt for Storfyrstendømmet Moskvas hær under storfyrst Ivan III. Efter væksten af det russiske imperium mod syd udviklede den sig til en handelsby og et religiøst centrum blandt andet med de to klostre i deres nærhed: Vladytjnyj- og Vysotskij-klosteret. I løbet af 1800-tallet blev byen et center for tekstilindustri. I sovjet-tiden blev industrien udvidet, og omfatter i dag maskinteknik, møbler og tøjproduktion.

### Befolkningsudvikling
| År   | Indbyggere |
| ---- | ---------- |
| 1897 | 30.571     |
| 1926 | 56.000     |
| 1939 | 90.727     |
| 1959 | 106.387    |
| 1970 | 124.293    |
| 1979 | 139.717    |
| 1989 | 143.618    |
| 2002 | 131.097    |
| 2010 | 127.041    |

Note: Data fra folketællinger (1926 afrundet)